# Пиет Оудолф
Пиет Оудолф (рођен 27. октобра 1944.) је холандски дизајнер врта, узгајивач и аутор. Он је водећа личност покрета „Нове перене“. Његов дизајн и биљне композиције користе смеле групације зељастих вишегодишњих биљака и трава које су биране по својој структури колико и по боји цвета.

## Филозофија дизајна
Радећи првенствено са вишегодишњим биљкама, Оудолф практикује натуралистички приступ баштованству. Узимајући у обзир архитектонски дизајн, Оудолф даје приоритет сезонском животном циклусу биљке у односу на декоративне аспекте као што су цвет или боја. Он се првенствено фокусира на структурне карактеристике, као што су облик листова или махуне семена, присутни пре и после цветања биљке.    Он објашњава: „Башта је узбудљива за мене када изгледа добро током целе године, а не само у одређено време. Желим да имам интерес да изађем напоље у било које доба, у рано пролеће и касну јесен.“ 
Одрживост вишегодишњих биљака након садње је кључна за Оудолф-ов дизајн, посебно коришћење дуговечних врста које формирају масиве. Резултат су баште које остају у свом планираном стању годинама након што су засађене, са малим одступањима од Удолфових руком нацртаних мапа.  
Удолфов свеукупни приступ садњи еволуирао је од 1980-их када су он и његова супруга Ања отворили свој расадник у Хумелу, у Гелдерланду . Његов рани рад са вишегодишњим биљкама састојао се од груписаних блокова заснованих на структури и текстури. Недавно су Оудолфови вртови експериментисали са различитим приступима, који су, уопштено говорећи, више натуралистички, често користећи мешавине врста. Промена стила је описана као померање из перспективе сликара у перспективу засновану на екологији . Први пут је уведен у Оудолфов јавни рад 2004. године као део Лурие Гардена у Чикагу. Приступ се може видети у Њујорку. 